# Alex Adolf Jelínek
Alex Adolf Jelínek, vlastním jménem Adolf Jelínek (25. dubna 1890 Strmilov – 2. září 1957 Praha), byl český malíř, grafik, ilustrátor a spisovatel.

## Život
Narodil se v jihočeské obci Strmilov v početné rodině měšťana a obchodníka Jana Jelínka. Po předčasném úmrtí matky vyrůstal od roku 1896 u příbuzných v Počátkách. V letech 1902–1904 studoval na reálce v Telči a v dalším studiu pokračoval v letech 1903–1907 na keramické škole v Bechyni. Po zdárném ukončení školy krátce pracoval v keramických dílnách závodu Graniton, kde navrhoval a zdobil stolní soubory. Roku 1908 odešel do Prahy, kde navštěvoval uměleckoprůmyslovou školu a roku 1911 úspěšně složil maturitu. Studium završil pěti semestry ve speciálce prof. K. V. Maška. Po absolutoriu odešel do Mnichova, kde se zdokonaloval na Akademii v ateliéru prof. A. Janka. Se začátkem světové války se vrátil do Prahy a čtyři roky studoval na pražské malířské Akademii, kde se školil v grafické speciálce prof. M. Švabinského.
Od roku 1919 tvořil pod pseudonymem „Alex“ a užíval občanské jméno A. J. Alex. Žil v Praze – Břevnově, záhy se prosadil jako zdatný figuralista, portrétista a precizní grafik. Byl členem Spolku výtvarných umělců Mánes a Jednoty umělců výtvarných. V roce 1923 obdržel stipendium Zeyerova fondu při ČAVU a o rok později se zúčastnil výstavy českých grafiků v Paříži.
Byl vlastníkem patentovaného vynálezu – tzv. „výtlačného štětce“ – fungujícího na principu inkoustového pera, kterým se barva na plátno vytlačovala, čímž malba nabývala reliéfní struktury a patřičné hloubky.
Ve svém díle ztvárňoval romantické náměty, zálibu našel ve studiích koní a nevyhýbal se ani technickým stavbám a architektuře.
Zajížděl na český venkov, kde čerpal náměty pro svá díla, a navštívil několikrát Itálii a Německo.

## Dílo (výběr)

### Výtvarné
- grafické listy: Na trh, Orgie, Dragounská hlídka, Převoz, V kostele, Ve zříceninách chrámu, Cikánský tábor, Adamité, Jan Hus káže pod Kozím Hrádkem, Cikáni ve sněhu, Vichřice, Na břehu, Stádo koní, Koně na pastvě, V kapli, Stavba mostu v Bechyni, Dělostřelecké spřežení, Stavba mohyly M. R. Štefánka, Stavba viaduktu, Vranovská přehrada aj.
- grafické ilustrace: J. Neruda, Ballady a romance (1920), J. Vrchlický, České balady (1923), Československé hrady a zámky (24 akvarely ve 3 sv.) (1930–32), J. Vrchlický, Legenda o sv. Prokopu (1935)

### Literární
- Pohádky (1923)
- Černošedé oči[6], román (1933)
- Dva falešné obrázky[7] (1937)
- Žil a trpěl[8], román (1944)
- Modelka a závodní kůň[9], román (1943)

Své romány doprovázel vlastními kresbami a grafickými pracemi.

## Zastoupení ve sbírkách
- Národní galerie v Praze
- Galerie hlavního města Prahy
- Galerie Středočeského kraje
- Galerie výtvarného umění v Ostravě
- Galerie umění Karlovy Vary
- Galerie výtvarného umění v Chebu
- Alšova jihočeská galerie v Hluboké nad Vltavou
- Památník národního písemnictví
- Západočeská galerie v Plzni
- Muzeum umění Olomouc
- Severočeská galerie výtvarného umění v Litoměřicích
- Galerie moderního umění v Hradci Králové
- Galerie výtvarného umění v Náchodě

a mnoha dalších

## Výstavy (výběr)

### Autorské
- 1931 – Adolf Jelínek Alex: Výstava originálů a grafiky, Průmyslové museum pro Východní Čechy, Chrudim
- 2007 – Muzeum Jindřichohradecka: Alex–grafik a malíř, Jindřichův Hradec[5]

### Společné
- 1918 – 1. výstava Sdružení českých umělců grafiků Hollar, Topičův salon, Praha

49. výstava S.V.U. Mánes, Obecní dům (Reprezentační dům obce pražské), Praha
Izložba udruženja českih grafičara Hollar, Umjetnički salon, Záhřeb
- 1919 – Sdružení českých umělců grafiků Hollar: IV. členská výstava, Topičův salon, Praha

Sdružení českých umělců grafiků Hollar: Členská výstava, Národní dům, Prostějov
- 1920 – Devátá výstava Sdružení českých umělců grafiků Hollar. III. z cyklu výstav Obnovy, Plzeň (Plzeň-město)

XI. výstava Sdružení českých umělců grafiků Hollar. V slunci svobody, Klub přátel umění v Olomouci, výstavní síň, Olomouc
Sdružení českých umělců grafiků Hollar: Jarní výstava členská, Topičův salon, Praha
Výstava Sdruženia českých umelcov grafikov Hollar / Hollar a Csech grafikus Müvészek egyesületének Kiállitása/, Prešov
Členská výstava S.V.U. Mánes, Mánes, Praha
- 1921 – Sdružení českých umělců grafiků Hollar: Členská výstava, Obecní dům (Reprezentační dům obce pražské), Praha
- 1922 – Sdružení českých umělců grafiků Hollar: Členská výstava, Praha
- 1923 – Sdružení českých umělců grafiků Hollar: Členská výstava, Topičův salon, Praha
- 1924 – Sdružení českých umělců grafiků Hollar: Členská výstava, Topičův salon, Praha
- 1924 – 1925 – Sdružení českých umělců grafiků Hollar: Členská výstava
- 1926 – Sdružení českých umělců grafiků Hollar: Členská výstava, Topičův salon, Praha

Sdružení českých umělců grafiků Hollar, Uměleckoprůmyslové muzeum, Brno (Brno-město)
- 1927 – Sdružení českých umělců grafiků Hollar: Jarní členská výstava, Topičův salon, Praha

Výstava školních prací bývalých žáků grafické speciálky prof. M. Švabinského (1910–1927), Topičův salon, Praha
Hollar Society of Czech Graphic Art Prague, Public Art Galleries, Brighton
Sdružení českých umělců grafiků Hollar: Členská výstava kreseb, Topičův salon, Praha
- 1928 – Československé výtvarné umění 1918–1928, Brno (Brno-město)

Sdružení českých umělců grafiků Hollar: Jarní členská výstava, Topičův salon, Praha
- 1929 – Sdružení českých umělců grafiků Hollar: Jarní členská výstava, Topičův salon, Praha
- 1930 – Souborná výstava prací členů Sdružení českých umělců grafiků Hollar, Muzeum, Hradec Králové

Sdružení českých umělců grafiků Hollar: Jarní členská výstava, Topičův salon, Praha
- 1931 – Sdružení českých umělců grafiků Hollar, Beseda, výstavní síň, České Budějovice

Sdružení českých umělců grafiků Hollar: Jarní členská výstava, Topičův salon, Praha
Sdružení českých umělců grafiků Hollar, Výstaviště, Brno (Brno-město)
Sdružení českých umělců grafiků Hollar: Grafiky, kresby a malby, Obecní dům (Reprezentační dům obce pražské), Praha
- 1932 – Sdružení českých umělců grafiků Hollar
- 1933 – Sdružení českých umělců grafiků Hollar: Grafiky, kresby a malby, Obecní dům (Reprezentační dům obce pražské), Praha

Výstava grafiky Hollar v Prostějově, Prostějov
- 1933–1934 – Sdružení českých umělců grafiků Hollar: Souborná výstava obrazů a grafiky, Muzeum, Hradec Králové
- 1935 – 300 prac Zrzeszenia Czechosłowackich Artystów Grafików Hollar, Miejskie Muzeum przemysłu artystyczneho, Lvov
- 1938 – Itálie v díle česko–slovenských výtvarných umělců, Pavilon Jednoty výtvarných umělců, Praha

Náš voják ve výtvarném umění XIX. a XX. století, Obecní dům (Reprezentační dům obce pražské), Praha
Sdružení českých umělců grafiků Hollar: Členská výstava grafik, kreseb a maleb,Obecní dům (Reprezentační dům obce pražské), Praha
- 1939 – Sdružení českých umělců grafiků Hollar: Členská výstava grafik, kreseb a maleb,Obecní dům (Reprezentační dům obce pražské), Praha

Národ svým výtvarným umělcům, Praha
- 1940 – Sdružení českých umělců grafiků Hollar: 78. výstava SVUM, Dům umělců, Hodonín

Padesát let české moderní grafiky, Galerie Hollar, Praha
- 1940–1941 – Národ svým výtvarným umělcům, Praha

Výstava české moderní grafiky, Zámek Přerov, Přerov
- 1943 – Umělci národu 1943, Praha